# Frank Stubbs
Frank Stubbs   (Wellfleet, 12 de juliol de 1909 - Melrose, 20 d'abril de 1993) va ser un jugador d'hoquei sobre gel estatunidenc que va competir durant la dècada de 1930.
Estudià a la Universitat Harvard. El 1936 va prendre part en els Jocs Olímpics de Garmisch-Partenkirchen, on guanyà la medalla de bronze en la competició d'hoquei sobre gel.
Va lluitar a Europa durant la Segona Guerra Mundial, sent ferit diverses vegades i guardonat amb diverses condecoracions.